# Арментроут, Дженнифер
Дженнифер Арментроут (англ. Jennifer Lynn Armentrout ; род. 11 июня 1980 года) — американская писательница, пишущая произведения для подростков.

## Творчество
Некоторые из её работ были в списке бестселлеров New York Times. Серия Lux ("Лаксены"), история девушки Кэти, влюблённой в инопланетянина Дэймона, разошлась в количестве более 500 000 экземпляров. Многие романы Арментроут относятся к жанру современной "городской" фэнтэзи, однако большим успехом для неё стала серия "Из крови и пепла", написанная в жанре "высокой" фэнтэзи. Первые три книги серии, вышедшие в независимом издательстве Blue Box Press, разошлись в количестве общей сложностью 900 000 экземпляров (считая продажи книг как на бумаге, так и в электронном виде). Первая книга ("Из крови и пепла") была выбрана лучшей романтической книгой 2020 года читателями Goodreads.

## Публикации
| Книги напечатанные под именем Дж. Арментроут Серия Covenant Daimon (2011) Half-Blood (2011) Pure (2012) Deity (2012) Elixir (2012) Apollyon (2013) Sentinel (2013) Серия Titan The Return (2015) The Power (2016) The Struggle (2017) The Prophecy (2018) Серия Lux Obsidian (2011) Onyx (2012) Opal (2012) Origin (2013) Opposition (2014) Shadows (2012) Oblivion (2015) Серия Arum Obsession (2013) Серия Dark Elements Bitter Sweet Love (2013) White Hot Kiss (2014) Stone Cold Touch (2014) Every Last Breath (2015) Трилогия Wicked Wicked (2014) Torn (2016) Brave (2017) Серия de Vincent Moonlight Sins (2018) Moonlight Seduction (2018) Moonlight Scandals (2019) Серия From Blood and Ash From Blood And Ash (2020), русский перевод: Дженнифер Арментроут. Из крови и пепла / Пер. Н. Луц. М.: АСТ, 2021 ISBN 978-5-17-134448-1 A Kingdom of Flesh and Fire (2020), русский перевод: Дженнифер Арментроут. Королевство плоти и огня / Пер. Н. Луц. М.: АСТ, 2021 ISBN 978-5-17-136066-5 The Crown of Gilded Bones (2021) The War of Two Queens (контракт заморожен, дата выхода неизвестна) Отдельные романы Cursed (2012) Don’t Look Back (2014) Dead List (2015), русский перевод: Дженнифер Арментроут. Список возмездия / Пер. И. Литвиновой. М.: АСТ, 2017 ISBN 978-5-17-098191-5 Italian on duty (2014) The Problem with Forever (2016), русский перевод: Дженнифер Арментроут. Проблема с вечностью / Пер. И. Литвиновой. М.: АСТ, 2017 ISBN 978-5-17-101359-2 Till Death (2017) If There’s No Tomorrow (2017), русский перевод: Дженнифер Арментроут. Если завтра не наступит / Пер. О.С. Захватовой. М.: АСТ, 2019 ISBN 978-5-17-117099-8 | Книги, написанные под ее псевдонимом Дж. Линн Серия Gamble Brothers Tempting the Best Man (2012) Tempting the Player (2012) Tempting the Bodyguard (2014) Серия Wait for You Wait for You (2013) Trust In Me (2013) Be With Me (2014) Believe in Me (2014) The Proposal (2014) Stay With Me (2014) Fall With Me (2015) Dream of You (2015) Forever With You (2015) Fire in You (2016) Серия Frigid Frigid (2013) Scorched (2015) Отдельные романы Unchained (2013) |